# Melon (musiktjänst)
Melon (hangul: 멜론; RR: Mellon), även skrivet MelOn, är en sydkoreansk försäljningstjänst från LOEN Entertainment som säljer digital musik. Melon erbjuder möjligheten för användare att ladda ned eller strömma musik över internet och genom sin mobilapplikation.

## Historia
Melon utvecklades av SK Telecom och introducerades i november 2004 som den första tjänsten av sitt slag i regionen. SK Telecom överlät drivandet av Melon till sitt dotterbolag LOEN Entertainment 2009. Idag är LOEN Entertainment dotterbolag till Kakao som blev majoritetsägare 2016.

## Användande
Melon är idag Sydkoreas största försäljare av musik digitalt och tjänsten hade cirka 28 miljoner användare 2016. Melon står för mer än hälften av marknadsandelen i landet där de största konkurrenterna inkluderar Genie, Mnet och Bugs. Majoriteten av användarna prenumererar inte aktivt på tjänsten, men Melon var den första musiktjänsten i världen som uppnådde en miljon betalande prenumeranter och har länge varit ledande inom den digitala musikmarknaden. Enligt en rapport från 2013 hade Melon uppnått fler än två miljoner betalande prenumeranter som betalade 3 USD i månaden för tjänsten, ett pris som sedan dess har ökat till 5,6 USD.

## Melon Music Awards
Sedan 2009 håller LOEN i Melon Music Awards som är en av de största årliga musikgalorna i Sydkorea för utdelning av musikpriser. Priser tilldelades årligen sedan 2005 men inget speciellt evenemang hölls under de första åren.

## Melon Chart

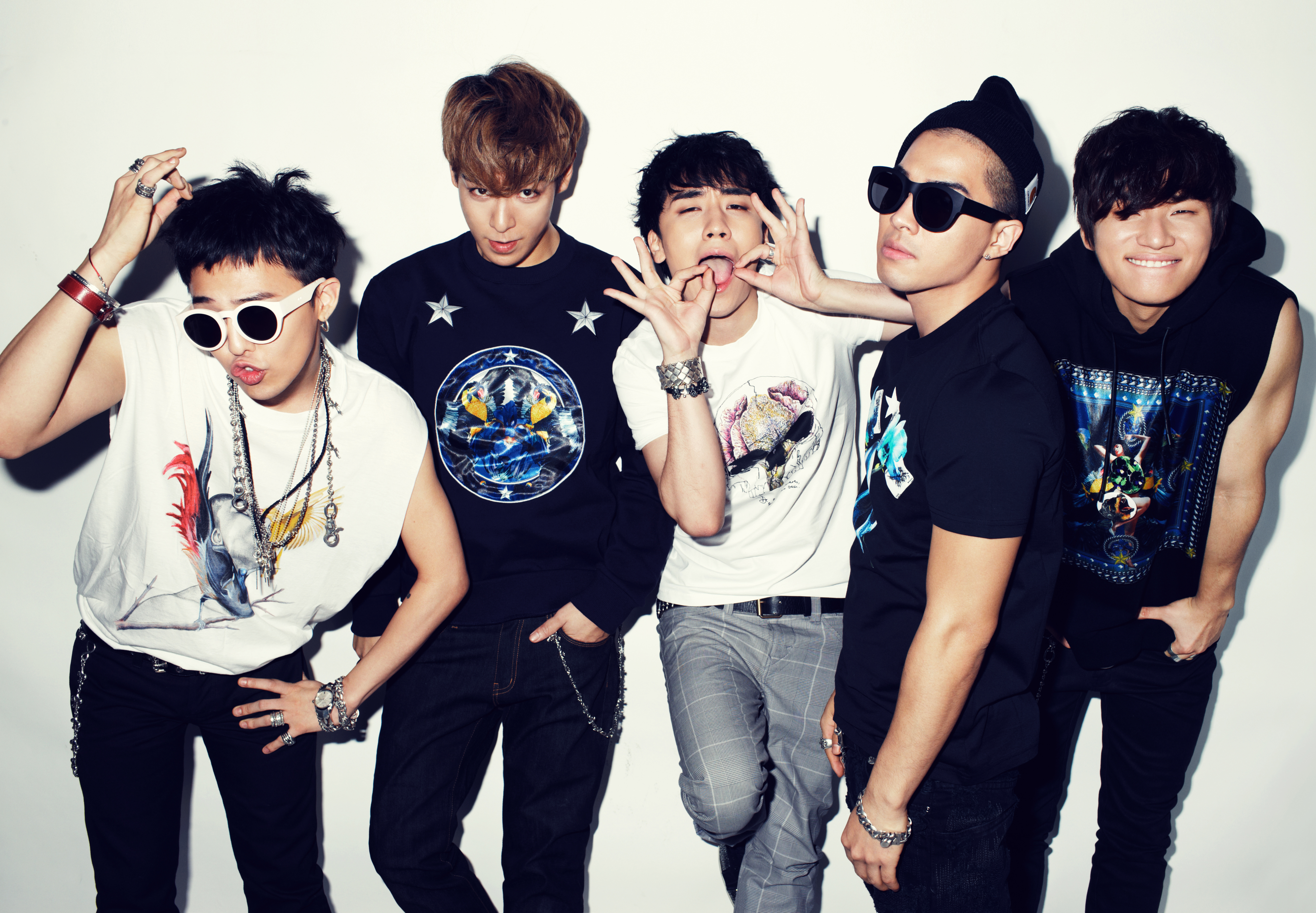
Pojkbandet Big Bang har legat flest veckor som etta på Melon Chart med olika singlar sedan deras debut 2006.

Melon Chart är musiktopplistan som visar försäljningen av musik på Melon. Listan uppdateras i realtid på den officiella hemsidan och ses som en av landets mest betydande musiktopplistor efter Gaon Chart då Melon står för majoriteten av all musikförsäljning i landet.
| Rank | Artist       | Veckor |
| ---- | ------------ | ------ |
| 1    | Big Bang     | 54     |
| 2    | IU           | 31     |
| 3    | Wonder Girls | 29     |
| 4    | 2NE1         | 28     |

| Rank | Artist            | Låttitel                               | Veckor | År   |
| ---- | ----------------- | -------------------------------------- | ------ | ---- |
| 1    | YB                | "It Must Have Been Love"               | 8      | 2005 |
| 1    | Kim Jong-kook     | "Lovely"                               | 8      | 2005 |
| 1    | Big Bang          | "Last Farewell"                        | 8      | 2007 |
| 1    | Girls' Generation | "Gee"                                  | 8      | 2009 |
| 2    | Ivy               | "If You're Gonna Be Like This"         | 7      | 2007 |
| 2    | Wonder Girls      | "Tell Me"                              | 7      | 2007 |
| 2    | Big Bang          | "Haru Haru"                            | 7      | 2008 |
| 2    | Soyou & Junggigo  | "Some"                                 | 7      | 2014 |
| 3    | SG Wannabe        | "Crime and Punishment"                 | 6      | 2005 |
| 3    | Buzz              | "Love From a Real Heart"               | 6      | 2005 |
| 3    | Gavy NJ           | "Love All"                             | 6      | 2006 |
| 3    | Yangpa            | "Love... What Is It?"                  | 6      | 2007 |
| 3    | FTISLAND          | "Love Sick"                            | 6      | 2007 |
| 3    | Big Bang          | "Lies"                                 | 6      | 2007 |
| 3    | Wonder Girls      | "So Hot"                               | 6      | 2008 |
| 3    | Baek Ji-young     | "Like Being Hit By a Bullet"           | 6      | 2008 |
| 3    | IU                | "You & I"                              | 6      | 2011 |
| 3    | Psy               | "Gangnam Style"                        | 6      | 2012 |
| 3    | Ailee             | "I Will Go to You Like the First Snow" | 6      | 2017 |

## Sponsorskap
Melon är huvudsponsor för populärmusikprogram på TV som Inkigayo på SBS, Show! Music Core på MBC, Show Champion på MBC Music och You Hee-yeol's Sketchbook på KBS.